# Aminatou Seyni
Aminatou Moumouni Adamou Seyni (Niamey, 24 ottobre 1996) è una velocista nigerina, specializzata nei 400 metri piani.

## Biografia
Seyni si approccia alle prime competizioni sportive nei circuiti continentali africani a partire dal 2017. Nel 2018, partecipa ai primi meeting internazionali come il Palio della Quercia a Rovereto dove fissa il record nazionale nei 400 metri piani. Di competizione in competizione migliorerà i record nazionali nelle tre corse veloci dei 100, 200 e 400 metri.
Ha debuttato con la nazionale nigerina nel 2019 vincendo due medaglie d'oro ai Campionati dell'Africa occidentale tenuti a Niamey e disputa due gare ai Giochi panafricani in Marocco, arrivando ai piedi del podio nella gara dei 200 metri.  Nonostante sia tra le favorite, Seyni è esclusa per eccesso di testosterone dalla gara dei 400 metri ai Mondiali in Qatar, costretta a ripiegare sulla gara dei 200 metri dove si arresta in semifinale.

## Palmarès
| Anno | Manifestazione                     | Sede         | Evento      | Risultato  | Prestazione | Note             |
| ---- | ---------------------------------- | ------------ | ----------- | ---------- | ----------- | ---------------- |
| 2019 | Campionati dell'Africa occidentale | Niamey       | 100 m piani | Oro        | 11"50       | Record nazionale |
| 2019 | Campionati dell'Africa occidentale | Niamey       | 200 m piani | Oro        | 22"90       |                  |
| 2019 | Giochi panafricani                 | Rabat        | 100 m piani | Semifinale | 11"93       |                  |
| 2019 | Giochi panafricani                 | Rabat        | 200 m piani | 4ª         | 23"05       |                  |
| 2019 | Mondiali                           | Doha         | 200 m piani | Semifinale | 22"77       |                  |
| 2021 | Giochi olimpici                    | Tokyo        | 200 m piani | Semifinale | 22"54       | Record nazionale |
| 2022 | Campionati africani                | Saint Pierre | 100 m piani | Argento    | 11"09       | w                |
| 2022 | Campionati africani                | Saint Pierre | 200 m piani | Oro        | 23"04       |                  |
| 2022 | Mondiali                           | Eugene       | 100 m piani | Semifinale | 11"21       |                  |
| 2022 | Mondiali                           | Eugene       | 200 m piani | 4ª         | 22"12       |                  |